# Tali
Tali, neklasificirano pleme američkih Indijanaca, za koje John Reed Swanton u svojem The Kaskinampoo Indinans and Their Neighbors, smatra da bi mogli biti Tellico ili Tahlequah, banda naroda Cherokee, ili pak dio naroda Creek. Talije prvi puta susreću rani francuski i engleski putnici u području sadašnje sjeverne Alabame i možda dijela Tennesseeja, dok ih De Soto nalazi na rijeci Tennessee u Tennesseeju. 